# الموصل (فلم)
الموصل (بالإنجليزية: Mosul) هو فيلم أكشن امريكي من إخراج ماتيو مايكل كارنهان وبطولة سهيل دباش وآدم بيسا وإسحق إلياس.
تم عرض المسلسل يوم 26 نوفمبر 2020 على منصة نتفليكس .

## قصة
فيلم «الموصل» مقتبس من تحقيق صحفي نشر بإحدى الصحف الأمريكية، عن عناصر من قوات الشرطة العراقية يقررون الانشقاق عن مهماتهم ومقاتلة تنظيم داعش الإرهابي ويأتي كل ذلك في صراع من أجل انقاذ مدينتهم الموصل من بطش عناصر داعش.

## طاقم التمثيل
- سهيل دباش
- آدم بيسا
- إسحق إلياس
- قتيبة عبد الحق
- أحمد الغانم
- هشام ورقة
- مهيمن محبوبة
- ثائر الشايع
- عبد الله بنسعيد
- فيصل الطوغوي
- محمد الطوغوي
- طارق بلمكي

## التصوير
صُوّر الفيلم في المغرب

## روابط خارجية
- الموصل  في قاعدة بيانات الأفلام على الإنترنت (بالإنجليزية)
- الموصل في روتن توميتوز.